# Lincoln, Missouri
Lincoln är en stad i Benton County i Missouri. Vid 2010 års folkräkning hade Lincoln 1 190 invånare.